# Magnes (Sohn des Aiolos)
Magnes (altgriechisch Μάγνης Mágnēs) ist in der griechischen Mythologie Sohn des Aiolos und der Enarete. Seine Geschwister heißen Kretheus, Athamas, Salmoneus, Deion, Peisidike, Perieres, Kalyke, Perimede, Makareus, Kanake und Alkyone. Nach anderer Überlieferung ist er Kind von Zeus und Thyia.
Auf Grund seiner Abstammung und geographischen Verortung gehört er möglicherweise zum sagenhaften Volksstamm der Lapithen.
Magnes soll mehrere Söhne gehabt haben: von einer unbekannten Najade den Polydektes und Diktys, von Phylodike den Eioneus und Eurynomos, von Meliboia den Alektor.
Er ist der Eponymos der thessalischen Halbinsel Magnesia. Auch der Begriff Magnet leitet sich von ihm ab.